# The Head of the Family (film 1916)
The Head of the Family è un cortometraggio muto del 1916 diretto da Ben Wilson.

## Produzione
Il film fu prodotto dalla Rex Motion Picture Company.

## Distribuzione
Distribuito dall'Universal Film Manufacturing Company, il film - un cortometraggio di una bobina - uscì nelle sale cinematografiche USA il 4 luglio 1916.